# Pulverturm (Jena)

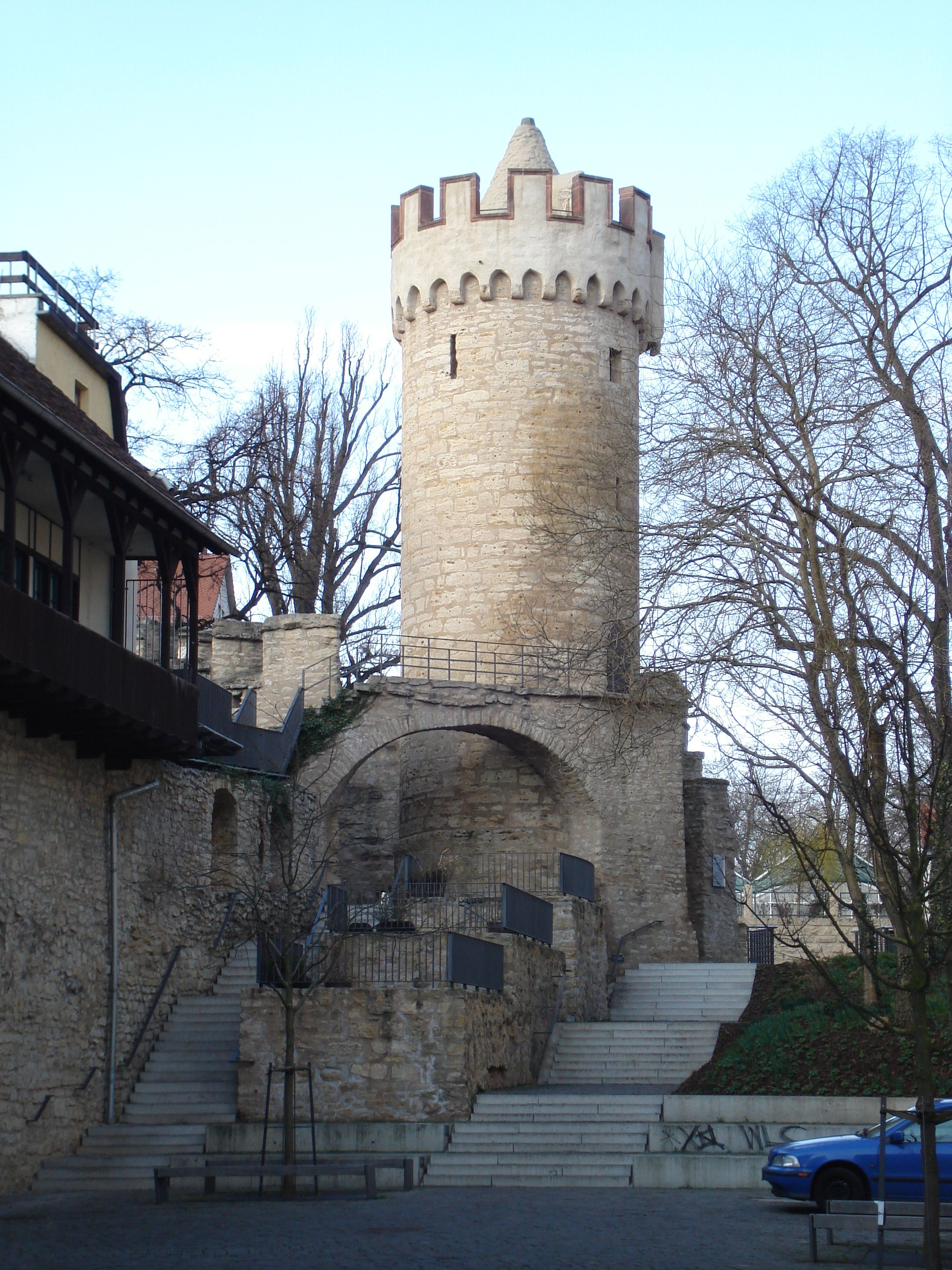
Pulverturm in Jena

Der Pulverturm ist ein Teil der alten Stadtmauer von Jena.

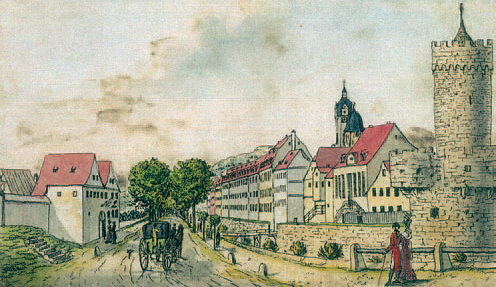
Pulverturm und Fürstengraben im Jahr 1792

Gegen 1300 war die Jenaer Stadtbefestigung so weit gediehen, dass man von einer geschlossenen Anlage sprechen konnte. Sie bestand aus Gräben, Mauern, Zwingerbereichen, 3 Tortürmen, 4 Eckbastionen und 12 nachträglich eingefügten Schalentürmen. Der Pulverturm an der Nordwestecke der Stadtmauer ist etwa 20 m hoch und hat 4 Geschosse mit Umgang. Zusammen mit dem rekonstruierten Wehrgang, dem Haus auf der Mauer und dem Johannistor ist dies der größte noch erhaltene Teil der früheren Jenaer Stadtbefestigung.
Der Turm verfügt nur über einen einzigen Zugang, eine niedrige Pforte in rund 7 m Höhe. Diese Pforte ist über den rekonstruierten Wehrgang zu erreichen. Durch das nahegelegene Johannistor führte die alte Handelsstraße von Erfurt nach Altenburg. Eine von vier Vorstädten des mittelalterlichen Jena, die Johannisvorstadt, lag vor dem Ensemble.